# Caricaturas por Pina Vaz
Caricaturas por Pina Vaz é um dos primeiros filmes portugueses, realizado por Aurélio da Paz dos Reis em 1896.